# Pivovar Puklice
Pivovar Puklice stával v obci Puklice naproti zámku v hospodářských objektech velkostatku. Později byl přestavěn na lihovar, v současné době je v jeho prostorách umístěna Sokolovna. 

## Historie
Pivovar vznikl pravděpodobně před rokem 1750, v době kdy Puklické zboží držel František Adam Grisl z Grislova. První doložené doklady o něm nicméně pocházejí z poloviny 18. století, kdy jihlavští sladovníci vedli spory týkající se panského piva z Beranova a Puklic. Z devatenáctého století se dochoval plán pivovaru dnes uložený v Moravském zemském archívu v Brně, z té doby je doložený sládek, pracující při velkostatku. Poloha obce pouhých 7 km od Jihlavy, na hranicích mílového práva, které chránilo monopol městských cechů, poskytovala majitelům výhodu k expanzi. Poslední doklad o existenci pivovaru je z roku 1893, kdy je uveden v Prvním pražském pivovarském kalendáři. Datum jeho zániku není přesně známo, zrušen byl pravděpodobně okolo roku 1880, začátkem 20. století se na jeho místě nachází lihovar. 

## Podoba
Vchod do pivovaru byl ze směru hospodářského dvora. V přízemní místnosti s okny směrem k zámku byla varna s kotlem, vedle byla místnost na zrání piva a schody na chladicí štoky. Jako sladovní humno sloužilo navíc téměř celé přízemí severního křídla zámku, v suterénu zámku, na straně přivrácené k rybníku (dnes zrušenému) byla spilka. Vzhledem k velikosti prostorů bylo zařízení zřejmě jednoduché, objem výroby byl zhruba do 1000 hektolitrů. K pivovarským účelům, zejména k ledování byl patrně využíván blízký obecní rybník (tzv. Horní, dnes zrušený), napájený z Puklického potoka.